# Horský křišťál (Stifter)
Horský křišťál (v originále Bergkristall) je novela Adalberta Stiftera. Poprvé byla vydána v roce 1845, přepracovaná verze pak v roce 1853. Vyznačuje se podrobným popisem zobrazovaných skutečností, především přírodních. Celé dílo je také prodchnuto náboženskými motivy.
Novela vypráví příběh o sourozencích – chlapec Konrád a dívka Sanna (po matce Susanna) jsou dětmi ševce a barvířovy dcery Susanny. Švec pochází z vesnice jménem Gschaid (Rakousko). Zde se lidé navzájem znají, žijí v harmonii s přírodou a de facto se izolují od okolního světa. Jejich nejbližším sousedem je vesnice Millsdorf, odkud pochází barvířova rodina. Tato vesnice naopak pěstuje kontakty s okolím, zavádí techniku do tradičního hospodářství. Gschaid i Millsdorf leží v horském prostředí, ve dvou nedaleko od sebe vzdálených údolích. Protože švec s rodinou žije v Gschaidu a příbuzní Susanny v Millsdorfu, navštěvují se obě rodiny jen zřídka. Když Konrád trochu povyroste, je mu dovoleno, aby šel i se sestrou do Millsdorfu sám. Takto absolvují několik výprav, hlavní linií příběhu je ale jejich putování na Štědrý den. Ráno se zdá, že počasí bude nádherné – děti se tedy vypraví na cestu, poobědvají u babičky a rychle se vydají zpět. Cestou však přijde sněhová vánice, která je donutí strávit noc v jeskyni. Díky zásobám od babičky se jim ji podaří ve zdraví přečkat. Přestože sourozenci ztratili cestu, podaří se je skupině utvořené z obyvatel Gschaidu a Millsdorfu najít a vše končí šťastně. Tato událost obě vesnice sblíží a vylepší jejich dosavadní vztahy.